# Tjeerd Venstra

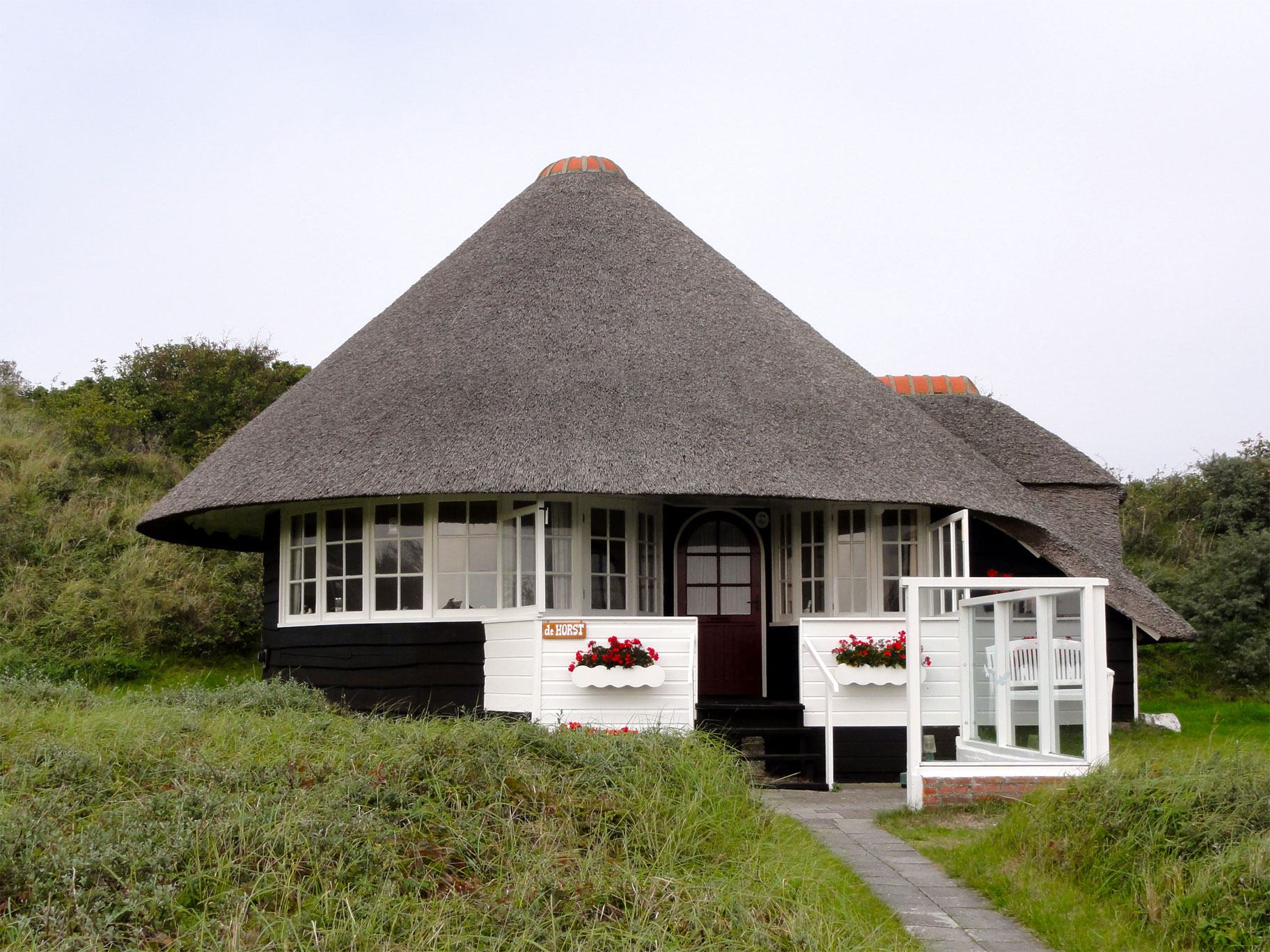
Vakantiewoning De Horst (1937) op Schiermonnikoog (2010)

Tjeerd Venstra (Menaldum, 23 maart 1889 - Dokkum, 14 mei 1977), ook wel Tjeerd Venstra Ozn. genoemd, was een Nederlandse architect, die vooral actief was in de provincie Friesland.

## Leven en werk

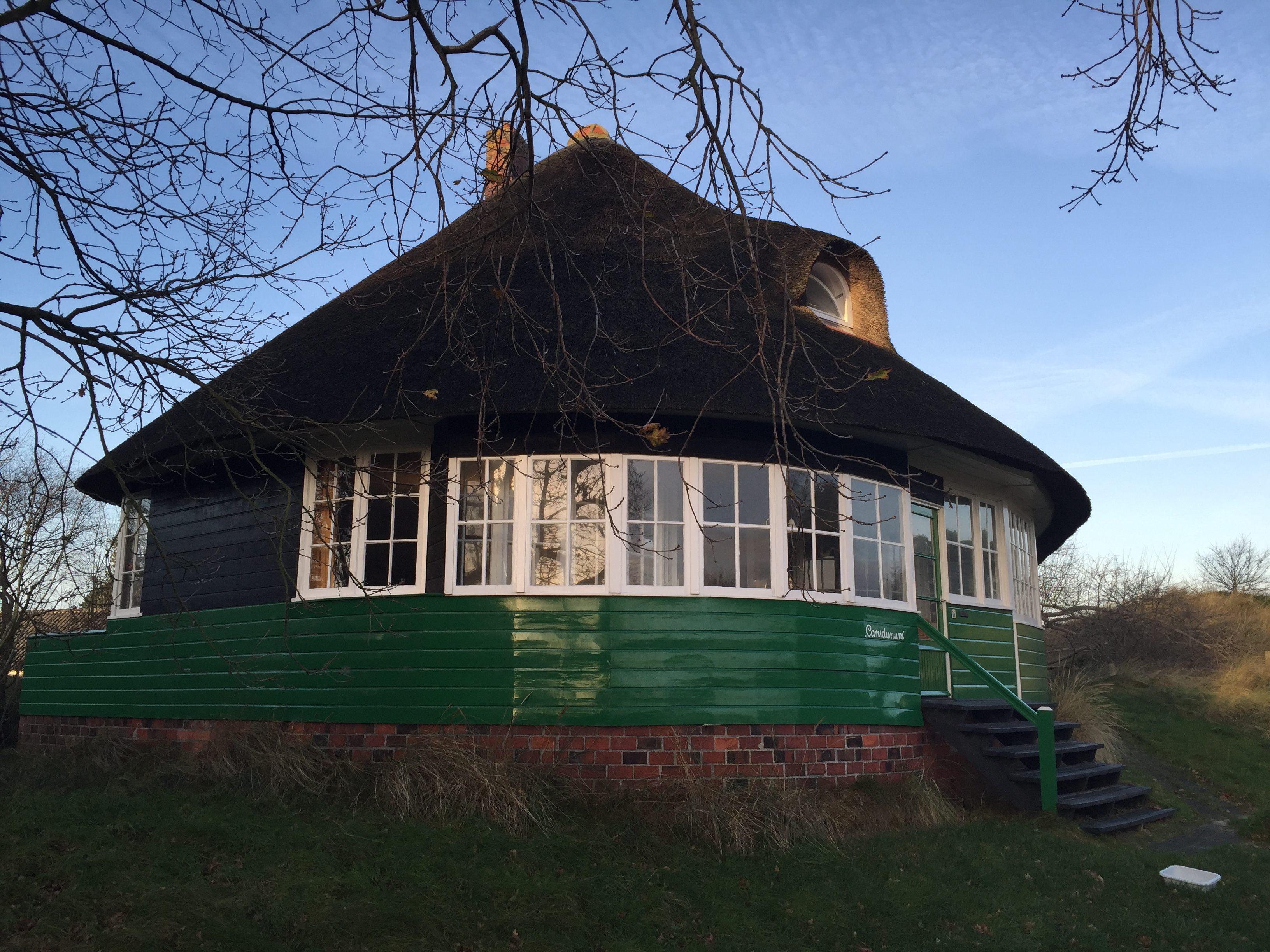
Vakantiewoning "Canidunum" (±1935) op Ameland (2015)

Na aan de Ambachtsschool in Harlingen het diploma timmeren te hebben behaald, volgde Tjeerd Venstra de schriftelijke PBNA-cursus tot bouwkundig opzichter, die hij in 1914 voltooide. Een jaar later werd hij gemeente-architect van Dantumadeel. In zijn werk ontwikkelde Venstra een voorliefde voor het expressionisme en de Amsterdamse School. In Dokkum, waar hij in de jaren dertig in een naar eigen ontwerp gebouwde villa aan de Woudweg woonde, ontwierp hij villa Zonneheuvel (1933). Dit pand is aangewezen als rijksmonument, evenals de door Venstra getekende recreatiewoningen Canidunum op Ameland (ca. 1935) en De Horst op Schiermonnikoog (1937), die zich kenmerken door hun rieten kappen. Na de oorlog woonde Venstra in Leeuwarden, van waaruit hij werkzaam was voor de gemeenten Ameland en Schiermonnikoog. Hij is in 1977 op 88-jarige leeftijd te Dokkum overleden.

## Werken (selectie)
- 1933: Villa Zonneheuvel, Dokkum[1]
- ca. 1935: Canidunum, Nes, Ameland[2]
- 1936/1937: De Horst, Schiermonnikoog[3]